# NDR Info (Fernsehsendung)
NDR Info (früher: NDR Aktuell) ist eine Nachrichtensendung des NDR Fernsehens. Die Sendung mit einer Länge von 10 bis 15 Minuten wird montags bis freitags jeweils mehrmals täglich ausgestrahlt. Die Nachmittagsausgaben werden auf dem Gelände des NDR Fernsehens in Hamburg-Lokstedt produziert, während die Spätausgabe aus dem Landesfunkhaus Niedersachsen in Hannover gesendet wird.

## Entwicklung der Sendung
Tägliche Nachrichten startete man bei N3 innerhalb der Sendung N3 ab 4 (Sendebeginn 1999), welche gegen 17:30 Uhr liefen. Dort liefen sie schlicht unter dem Titel Nachrichten und wurden direkt aus demselben Studio von einem Nachrichtensprecher vorgelesen. Danach innerhalb von Das! am Nachmittag mit dem Titel Das! Aktuell und später innerhalb der Nachmittagssendungen Das! ab 2 und Das! ab 4. Das! Aktuell wurde montags bis freitags um 14:00 Uhr, 16:30 Uhr und 17:50 Uhr ausgestrahlt. Nach der Einstellung der Das!-Sendungen am Nachmittag wurden die Nachrichten als eigenständige Sendungen unter dem Namen Neues im Norden (14:00 und 16:30 Uhr) fortgeführt. Unter den Namen N3 aktuell und ab 2001 NDR Aktuell sendete man hingegen zunächst ein wöchentliches Magazin und vereinzelte Sondersendungen (NDR Aktuell Extra). Nach Einstellung des wöchentlichen Magazins wurden die Sondersendungen als NDR Aktuell gesendet. Nach der Umbenennung der Nachrichten in NDR Aktuell wurden die Sondersendungen in NDR Aktuell Extra umbenannt. Die Umbenennung der Nachrichten von Neues im Norden in NDR Aktuell erfolgte im Januar 2008. Man übernahm das Logo und Design des alten NDR Aktuell.
Um eine einheitliche crossmediale Dachmarke für die NDR-Nachrichten zu schaffen, wurde die Fernsehsendung in Anlehnung an den Info-Radiosender zum 4. November 2019 in NDR Info umbenannt. Damit einhergehend wurde eine neue Studiokulisse eingerichtet und eine neue Erkennungsmelodie und eine neue App eingeführt.
Außerdem produziert die Redaktion NDR aktuell in Hamburg werktäglich mehrere Kompakt-Ausgaben mit norddeutschen Nachrichten in 100 Sekunden. Diese Sendungen werden um 11:28 Uhr, 12:13 Uhr und 12:58 Uhr im NDR Fernsehen und im Internet ausgestrahlt, zudem werden zwei Ausgaben gegen 15:00 Uhr und 17:00 Uhr nur im Internet gesendet.
Inhalte der Sendung sind Nachrichten, Berichte und Reportagen aus Hamburg, Mecklenburg-Vorpommern, Niedersachsen und Schleswig-Holstein. Dabei wird oftmals versucht, einen Zusammenhang zwischen aktuellen Nachrichtenthemen aus aller Welt und dem Sendegebiet herzustellen. Im Rahmen eines Nachrichtenüberblicks werden auch Geschehnisse außerhalb des Sendegebiets thematisiert.
Bis zum 5. September 2016 wurden die Nachmittagsausgaben jeweils um 14:00 Uhr, 15:00 Uhr (beide 15 Minuten) und 16:00 Uhr (10 Minuten) ausgestrahlt.
Die vorherige Nachrichtensendung des NDR für das gesamte Sendegebiet wurde unter dem Namen Berichte vom Tage innerhalb der Nordschau ausgestrahlt; in der Selbstdarstellung der ARD werden beide Sendungen direkt aufeinander bezogen. Die Berichte vom Tage wurden jedoch im Ersten in den Lokalversionen des NDR ausgestrahlt.
Zudem sendete man in den 1970er und 1980er vor Sendeschluss gegen Mitternacht die Letzten Nachrichten, die von einer Moderatorin bzw. einem Moderator vorgelesen wurden.

## Moderation

### Nachmittagsausgaben
| Moderator            | Einstieg | Anmerkung              |
| -------------------- | -------- | ---------------------- |
| Juliane Möcklinghoff | 2006     | Hauptmoderatorin       |
| Thorsten Schröder    | 2006     | Hauptmoderator         |
| Romy Hiller          | 2021     | Hauptmoderatorin       |
| Bibiana Barth        | 2021     | Hauptmoderatorin       |
| Ilka Petersen        | 2020     | Hauptvertretung        |
| André Schünke        | 2021     | sporadische Vertretung |
| Eva Diederich        | 2022     | sporadische Vertretung |
| Dina Hille           | 2023     | sporadische Vertretung |

### Spätausgabe
| Moderator                 | Einstieg | Ausstieg |                  |
| Daniel Bröckerhoff        | 2021     |          | Hauptmoderator   |
| Susanne Stichler          | 2021     |          | Hauptmoderatorin |
| Julia-Niharika Sen        |          |          | Vertretung       |
| Christopher Scheffelmeier | 2021     |          | Vertretung       |
| Jan Starkebaum            | 2021     |          | Vertretung       |
| André Schünke             | 2021     |          | Vertretung       |
| Thorsten Schröder         | 2022     |          | Vertretung       |
| Romy Hiller               | 2022     |          | Vertretung       |
| Tina Hermes               | 2023     |          | Vertretung       |
| Christina von Saß         | 2025     |          | Vertretung       |
| Lena Mosel                | 2025     |          | Vertretung       |
| Ellen Frauenknecht        | 2011     | 2019     | Hauptmoderatorin |
| Thomas Kausch             | 2011     | 2021     | Hauptmoderator   |